# Achranoxia siazovi
Achranoxia siazovi är en skalbaggsart som beskrevs av Edmund Reitter 1913. Achranoxia siazovi ingår i släktet Achranoxia och familjen Melolonthidae. Inga underarter finns listade i Catalogue of Life.